# Împăratul Wanli
Împăratul Wanli (n. 4 septembrie 1563, Beijing, Dinastia Ming – d. 18 august 1620, Beijing, Dinastia Ming), cu numele de naștere Zhu Yijun, a fost al 13-lea împărat al dinastiei Ming. Numele regal al împăratului, "Wanli", înseamnă "Zece mii de ani". A fost al treilea fiu al Împăratului Longqing. Domnia sa de 48 de ani (1572-1620) a fost cea mai lungă domnie a dinastiei Ming. Construcția Marelui Zid Chinezesc a atins apogeul sub administrația împăratului Wanli.

## Relațiile cu europenii

Harta Kunyu Wanguo Quantu realizată de Matteo Ricci pentru împăratul Wanli

Domnia lui Wanli a coincis cu expansiunea europeană în Asia și cu începuturile misiunii creștine acolo. Primul european care a obținut permisiunea de a intra în Orașul Interzis a fost misionarul iezuit Matteo Ricci în anul 1601. Un an mai târziu acesta a prezentat împăratului prima lucrare cartografică a lumii în limba chineză, realizată după concepțiile apusene.

## Literatură
- Patricia Buckley-Ebrey: China. Eine illustrierte Geschichte, Frankfurt am Main 1996. ISBN 3-593-35322-9
- Jacques Gernet: Die chinesische Welt, Frankfurt 1997. ISBN 3-518-38005-2
- Gisela Gottschalk: Chinas große Kaiser, Herrsching 1985. ISBN 3-88199-229-4, S. 212–215
- Frederick Mote: Imperial China 900–1800, Cambridge 2003. ISBN 0-674-44515-5, S. 723–776 (Späte Ming), insbesondere S. 727–738 (Wan-li)
- Ann Paludan: Chronicle of the Chinese Emperors, London 1999. ISBN 0-500-05090-2
- Huang, Ray: 1587, A Year of No Significance: The Ming Dynasty in Decline, New Haven 1981. ISBN 0-300-02518-1, ISBN 0-300-02884-9
- Denis Twitchett, Frederick W. Mote: The Cambridge History of China. Bd 7. The Ming Dynasty 1368–1644. Teil 1., Cambridge 1988. ISBN 0-521-24332-7, S. 514ff
- Denis Twitchett: The Cambridge History of China. Bd 8. The Ming Dynasty 1368–1644. Teil 2., Cambridge 1998. ISBN 0-521-24333-5